# Михайлівка (Нікопольський район)
Миха́йлівка — село в Україні, у Томаківській селищній громаді Нікопольського району Дніпропетровської області. Населення — 426 мешканців.

## Географія
Село Михайлівка знаходиться на лівому березі річки Томаківка, вище за течією на відстані 4 км розташоване село Ручаївка (Запорізький район), нижче за течією на відстані 3 км розташоване селище Томаківка.
Село розташоване за 7 км на північний схід від центру громади і за 12 км від залізничної станції Мирова на лінії Апостолове — Запоріжжя Придніпровської залізниці.

## Археологічні розвідки
На території села знайдено скарб бронзових виробів епохи пізньої бронзи (кінець II тисячоріччя до Р. Х.).

## Історія
Михайлівка заснована в кінці 17 сторіччя за часів Запорізької Січі.
З 1802 року село називалося Стрюкове, з 1861 до 1919 року — Стрюкове-Михайлівка.
За УРСР на території Михайлівки було розміщено відділення колгоспу «Перше травня», центральна садиба якого знаходиться в Томаківці.

## Сьогодення
У селі — восьмирічна школа, де 16 вчителів навчають 106 учнів, будинок культури з залом на 200 місць, бібліотека з фондом 10 435 книг, медичний пункт, дитячі ясла-садок на 50 місць, відділення зв'язку, три магазини, приймальний пункт побутового обслуговування населення.